# Каплиця Івана Євангеліста (Пюргге)

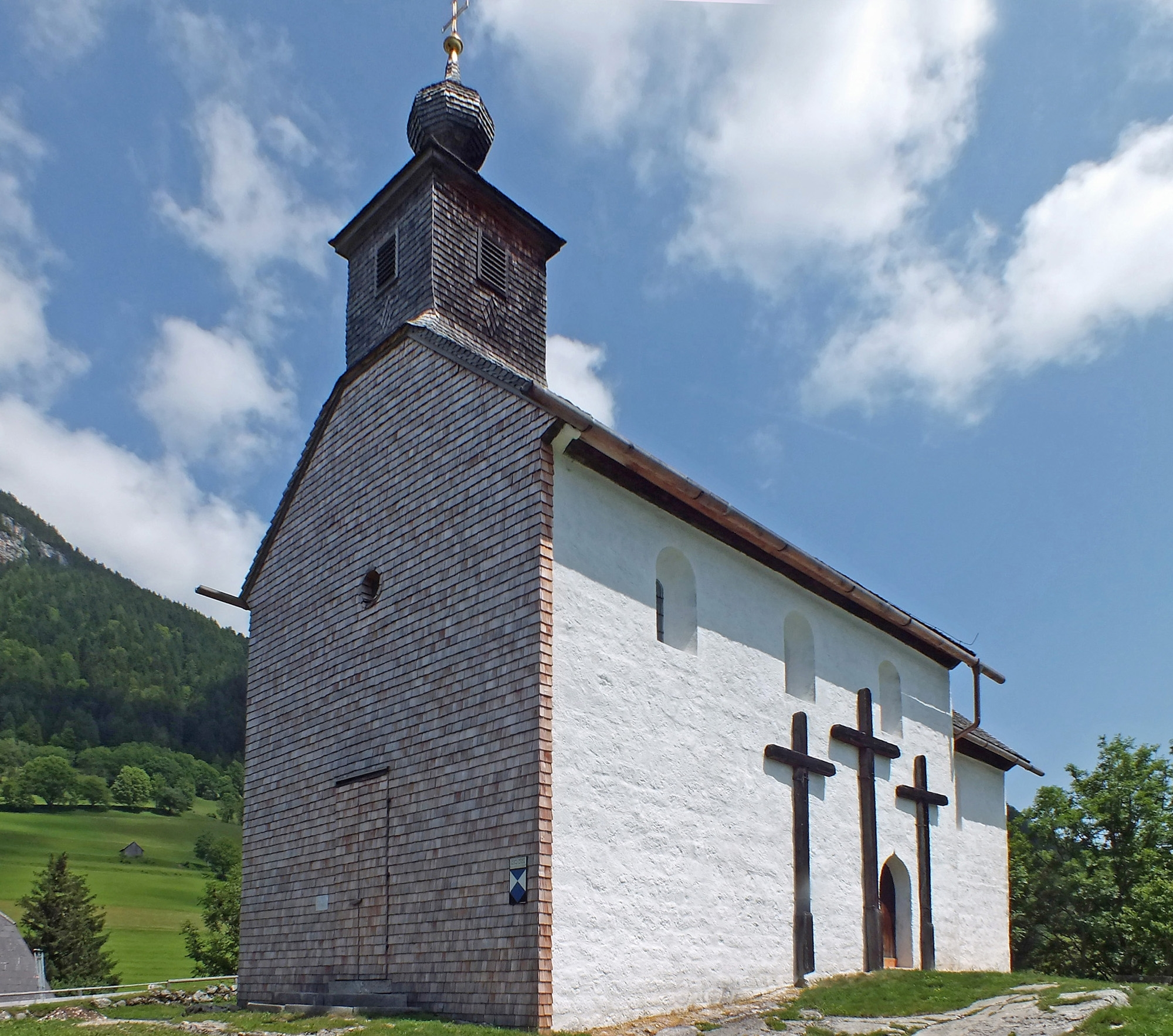
Каплиця Івана Євангеліста (Пюргге), загальний вигляд, фото 2012 року.

Каплиця Івана Євангеліста (Пюргге) (нім. Johanneskapelle (Pürgg)) — каплиця, вибудована в добу романики і без змін архітектури дійшла до кінця XX ст, Штирія, Австрія.

## Історія
Точної дати створення каплиці не знайдено. За припущеннями, вона виникла як замкова каплиця, але сам замок не збережено.
Вперше згадана в письмових джерелах від 1350 року. Але стилістичний аналіз архітектури доводить, що церква старіша за середину 14 століття. Первісне створення каплиці відносять до 1120 року. 1192 року замок був покинутий і згодом зник, але каплицю перетворили на меморіальний храм.
В добу бароко до південного фасаду каплиці додали три хрести як нагадування про страту на горі Голгофа. На даху каплиці ближче до її західного фасаду створили також барокову главку.

## Архітектура
Каплиця зального типу. Її розміри одинадцять (11) на шість метрів. Каплиця вибудована з брил шліфованого каменю. Освітлення через три вікна у верхніх частинах стін. Каплиця має три двері на всіх фасадах, окрім східного, де розташована апсида, трохи нижча за висотою від зали каплиці.

## Фрески каплиці
1870 року під час обстеження каплиці були знайдені стародавні фрески романської доби. У період 1893—1894 років була проведена перша спроба реставрувати романські фрески. Вони були розчищені, але недосконалість робіт призвела до часткового осипання фарб. У період 1937—1948 років реставрація стінописів була повторена. Фрески каплиці датують третьою чвертю XII століття.
Фрески мають ознаки довершеності як за образною системою, так і в колориті, що дозволило припустити серед можливих замовників Оттокара III (1125—1164). Одну з фресок з портретними рисами вважають зображенням замовника. Серед можливих майстрів називають фрескістів з міста Зальцбург, котрі знали про фрескові цикли художників Візантії.
Як і в храмах Візантії нижні яруси фресок створені в подобі коштовних тканин. Фрескова смуга під вікнами заповнена сюжетами з біблії. Серед них на південній стіні — «Різдво Христове», а на північній — «Диво з п'ятьма хлібами та рибами». Серед незвичних фресок каплиці — «Війна котів і мишей» за байкою Езопа.

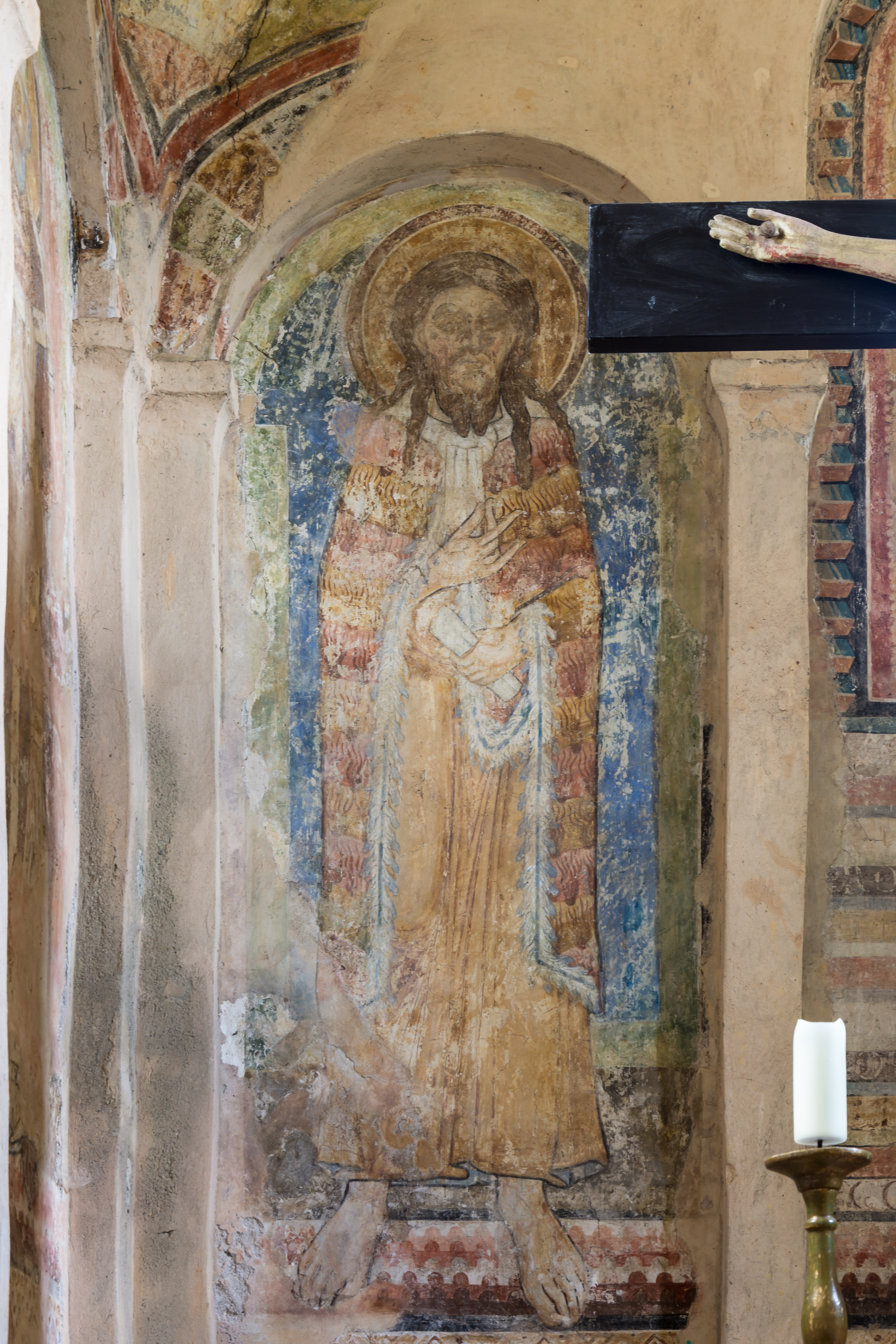
Вівтарна фреска «Іван Хреститель»
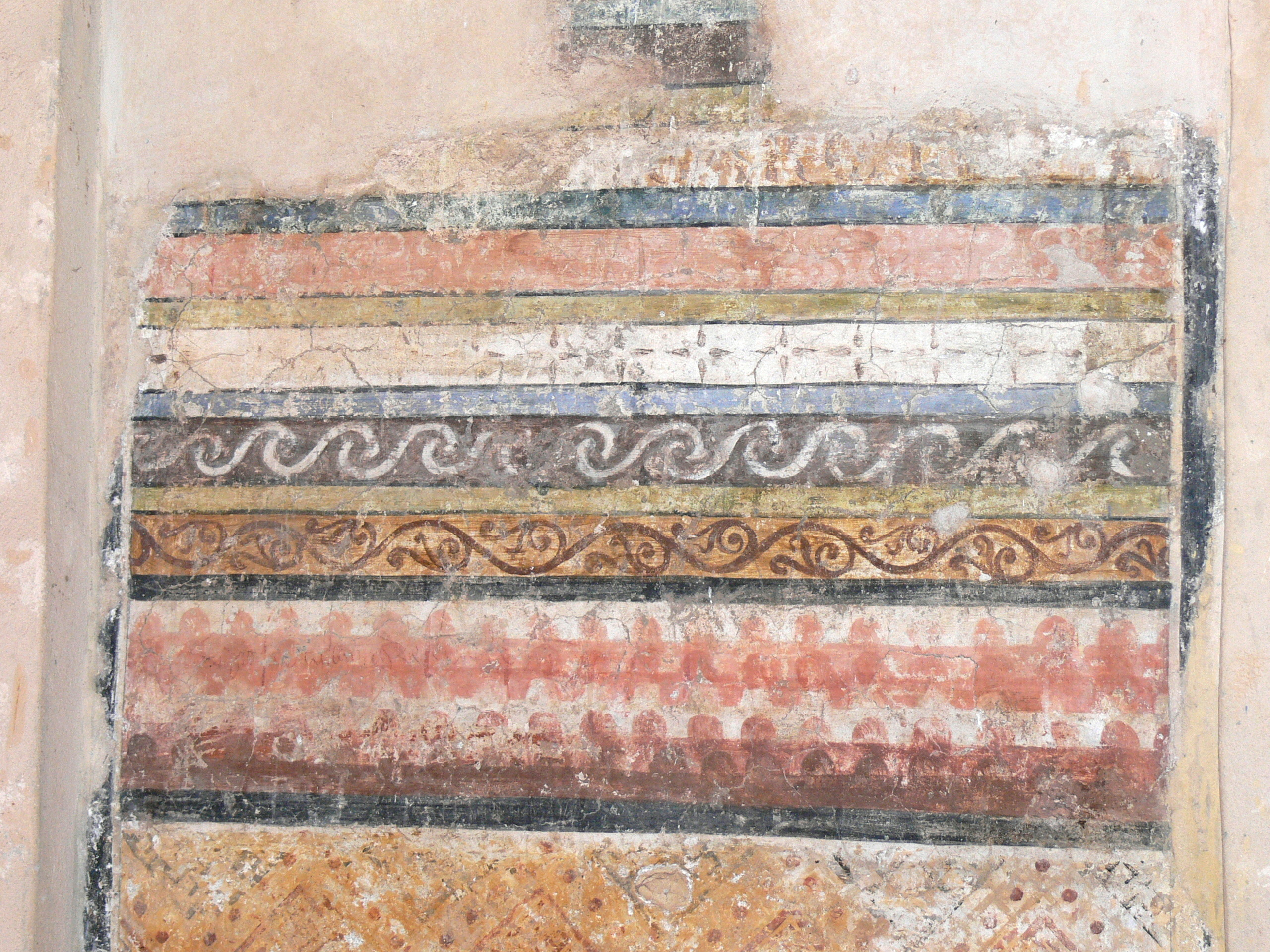
Орнаментальні смуги у вівтарі
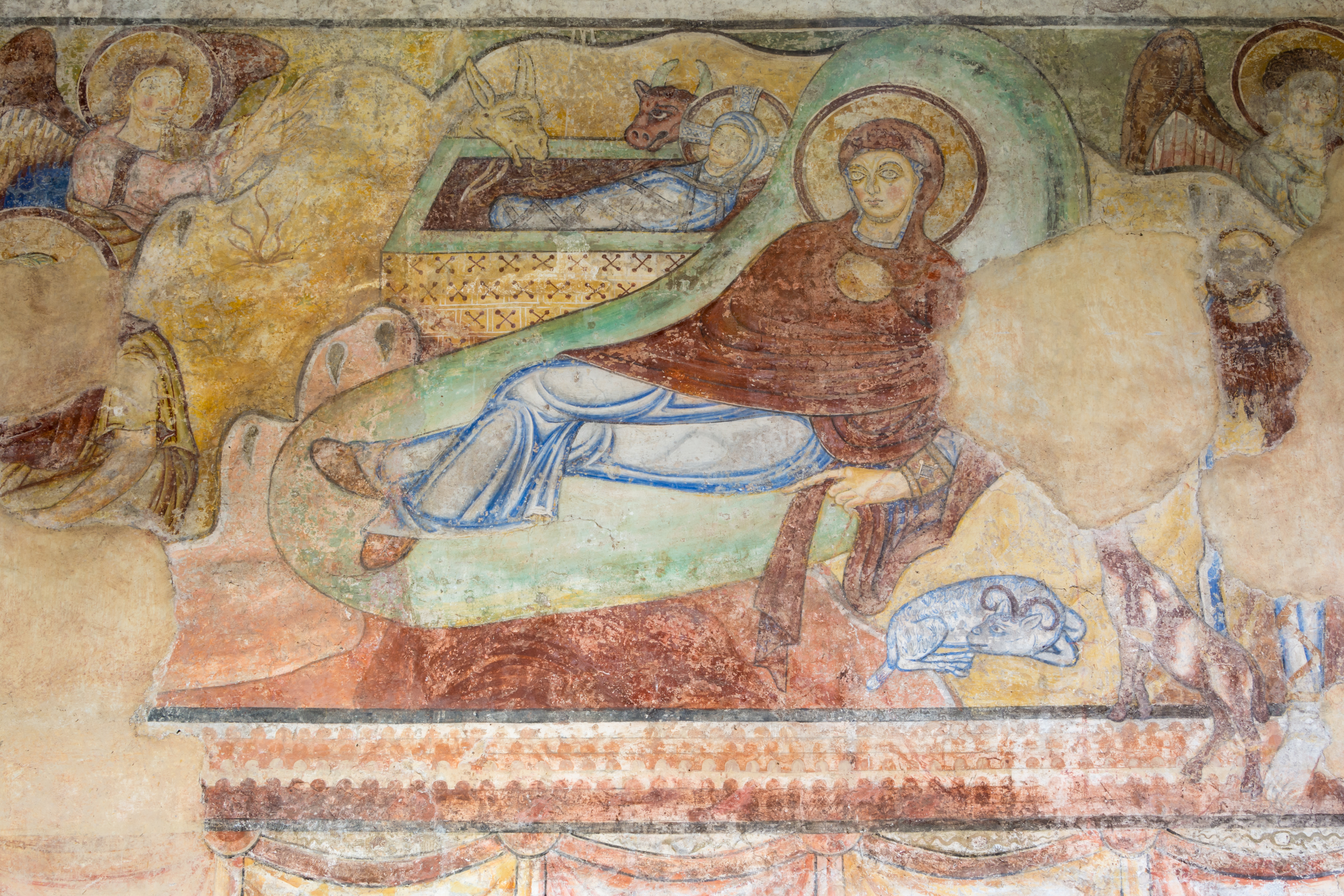
Романська фреска «Різдво Христове»
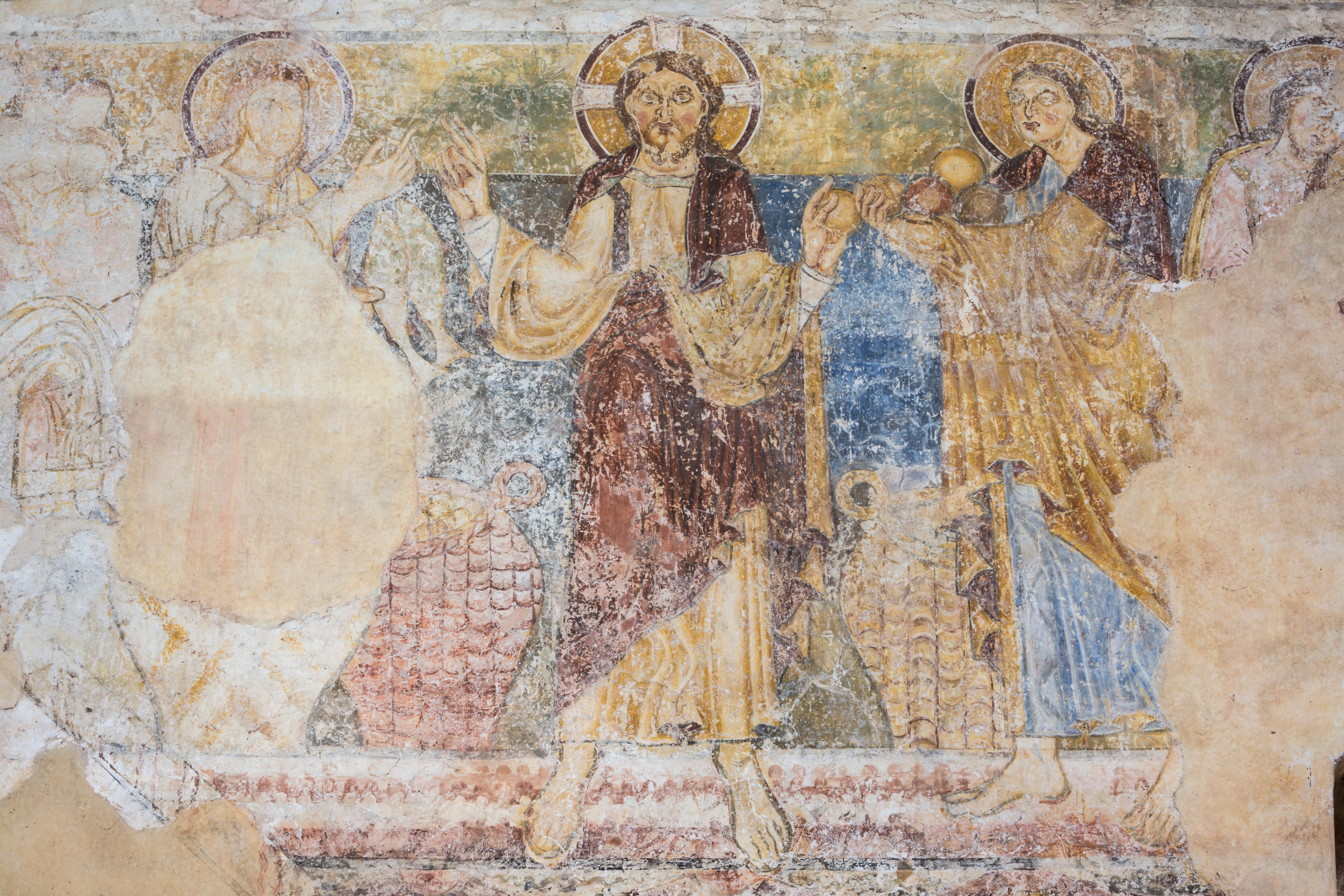
Романська фреска «Диво з хлібами та рибами»
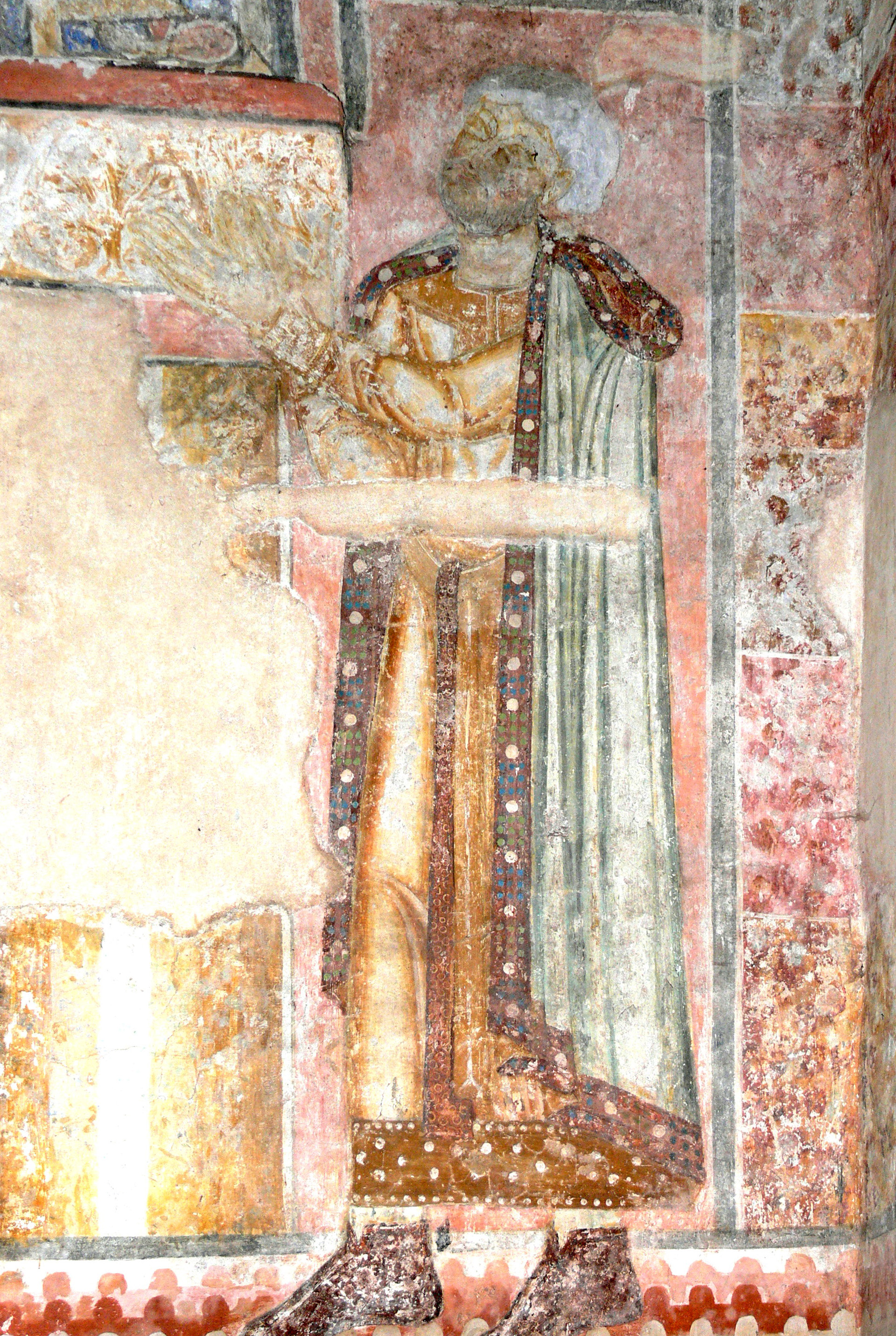
За припущеннями, Оттокар III, романська фреска

## Обрані фото (галерея)

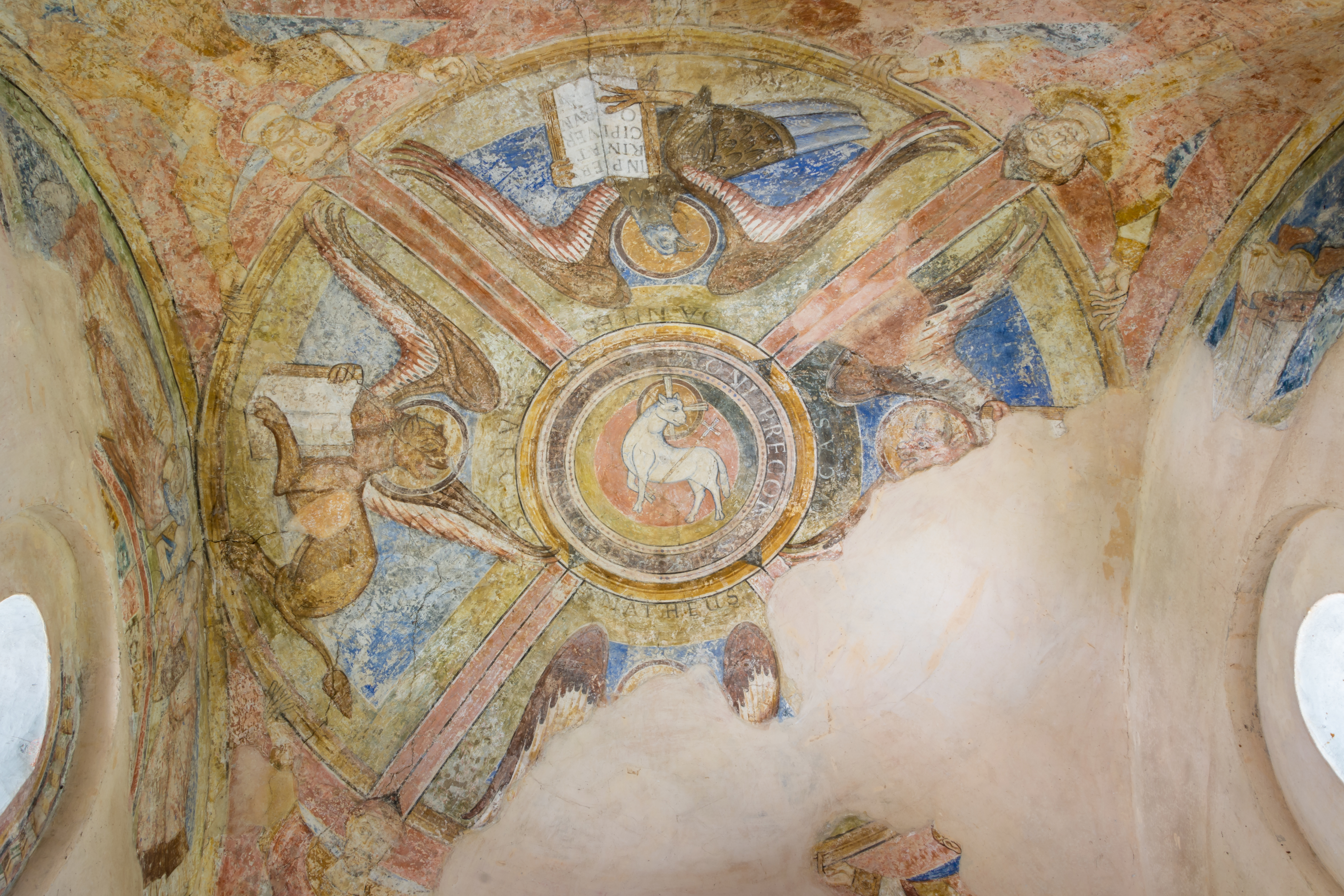
Романська фреска на склепінні у вівтарі каплиці Івана Євангеліста (Пюргге)

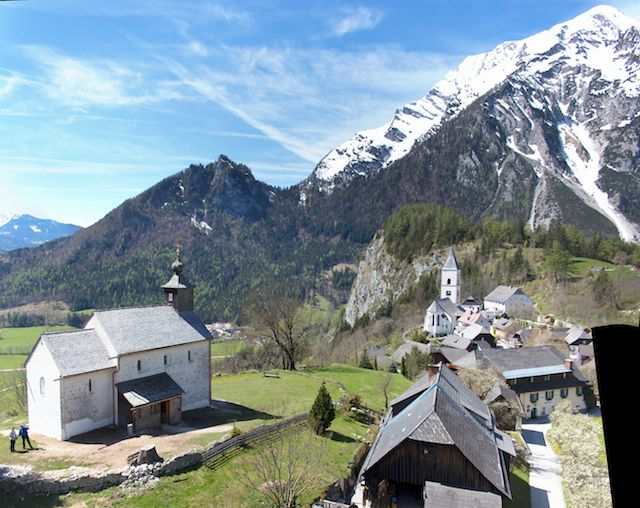
Північний фасад
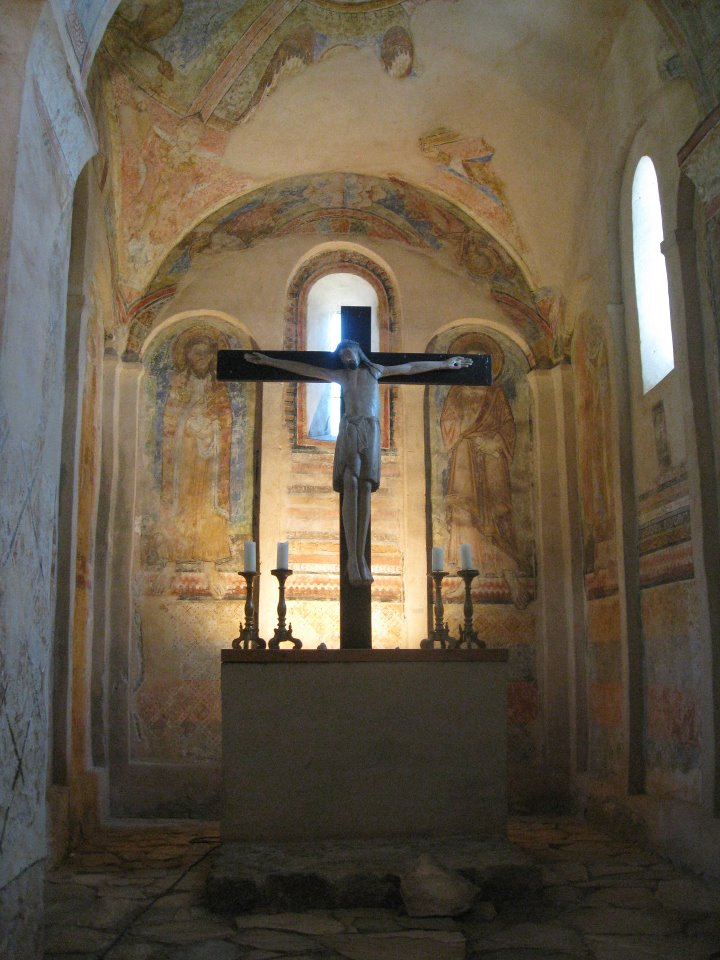
Вівтар каплиці
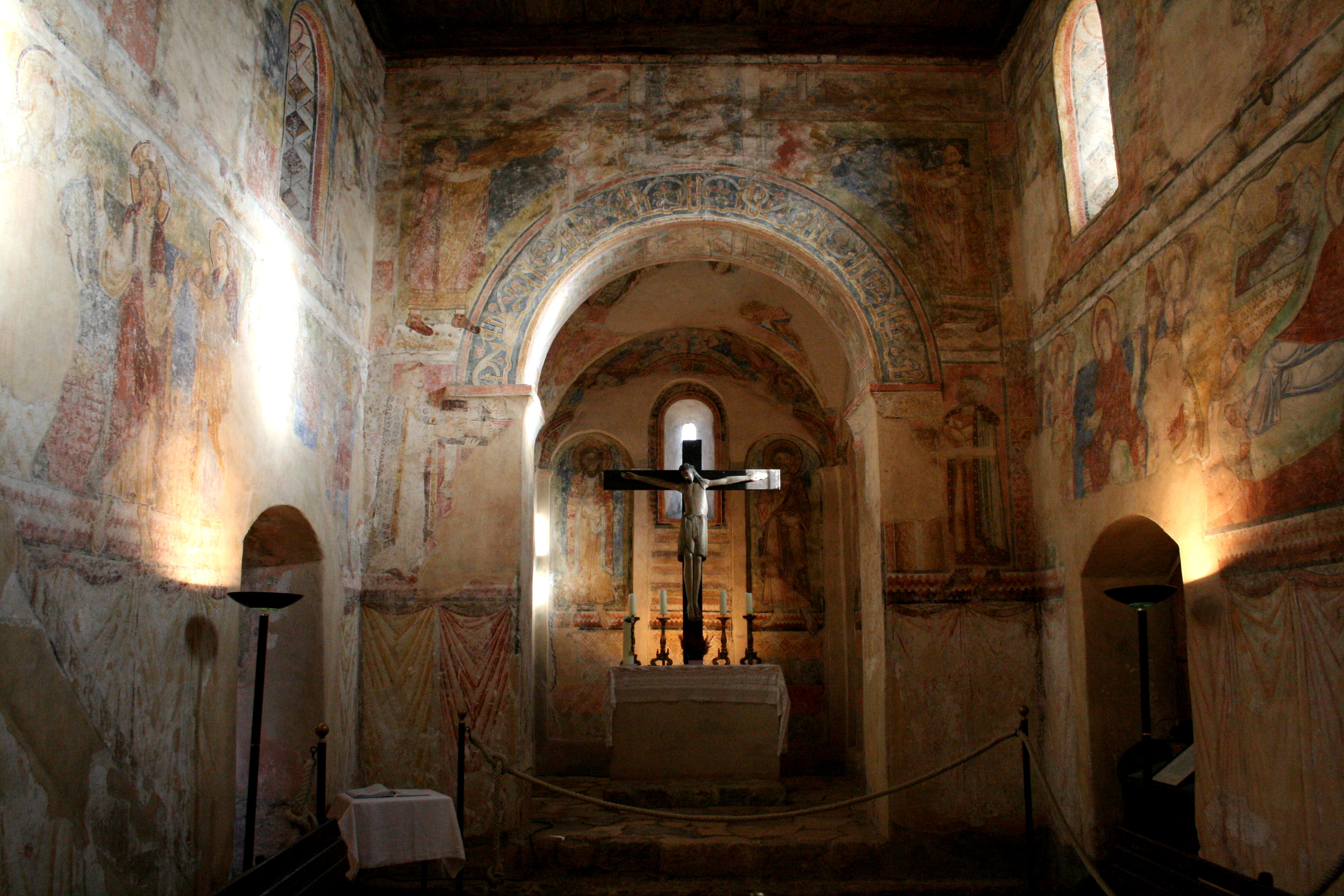
Інтер'єр
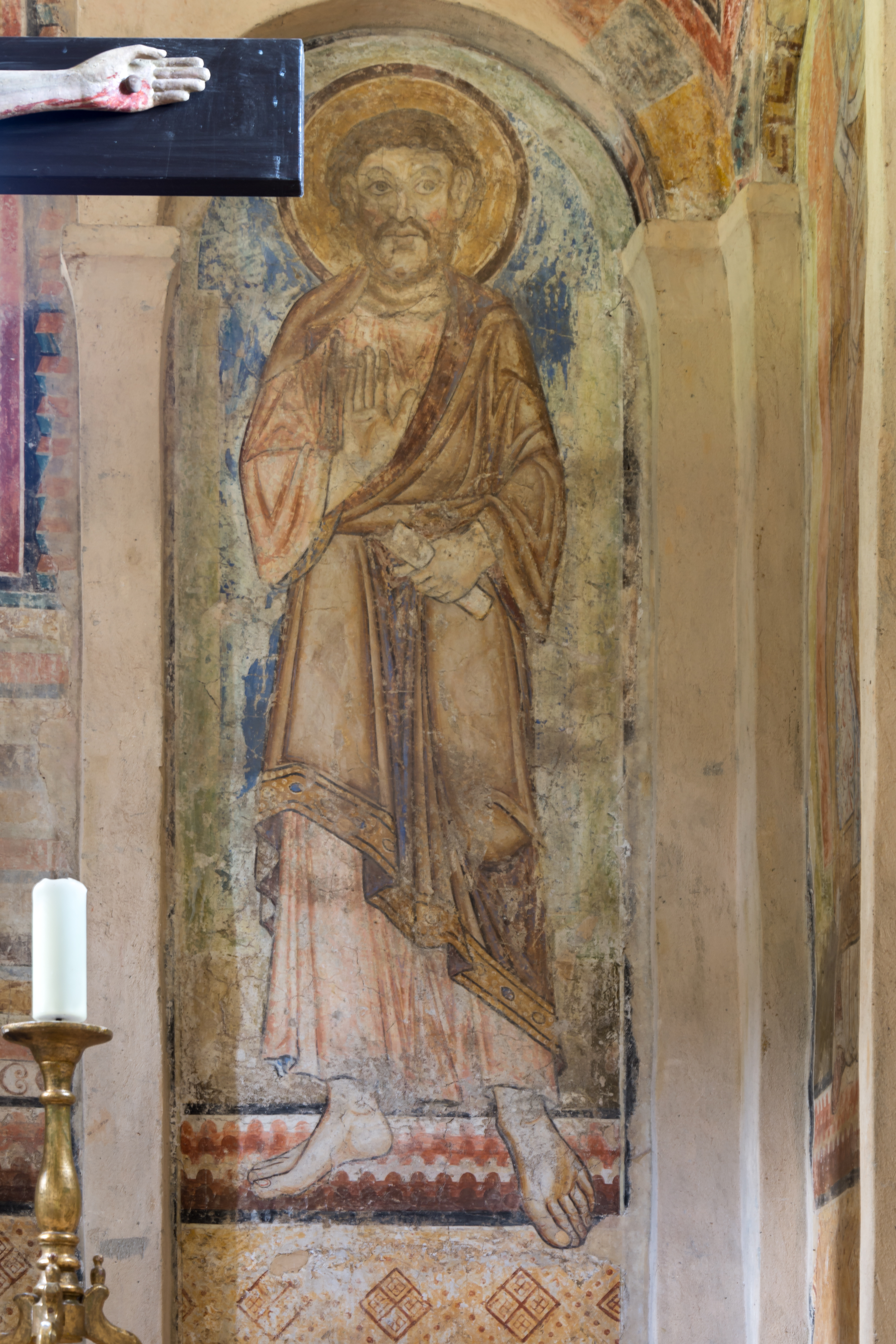
Вівтарна фреска «Іван Євангеліст»